# Guillermo Divito
Guillermo Divito   (Buenos Aires, 16 de juliol de 1914 - Lages, 5 de juliol de 1968) va ser un dibuixant, humorista, caricaturista, historietista i editor que, a través de les seves il·lustracions i historietes, va canviar el pols de l'humor gràfic argentí en les dècades de 1940 a 1960. Va ser el fundador i director de la famosa revista Rico Tipo.

## Biografia
Neix a Buenos Aires al si d'una família burgesa i tradicional. El seu pare, un prestigiós metge, té prevista per a ell una sòlida carrera universitària i l'inscriu en el col·legi Champagnat de Luján. Però Guillermo Divito aviat comença a delinear una vida que sempre va estar més lligada als plaers mundans i, sense completar els seus estudis, comença prompte a presentar els seus treballs artístics a l'editorial Columba.
A Páginas de Columba, justament, apareix el 1931 el seu primer treball, que registra la influència del caricaturista Alberto Iribarren, reconegut per Divito com el seu mestre. D'allà en més, tot és una vertiginosa carrera cap a la fama i l'afecte del públic. El 1933, als seus 19 anys, ja està dibuixant a la redacció de Sintonia i col·labora en diverses publicacions: El Hogar, Semana Gráfica, Crítica i Patoruzú. Amb la seva arribada a aquesta última, mítica publicació argentina, dirigida per Dante Quinterno, fa el gran salt cap a un estil propi. Aviat passa a formar part de l'elenc efectiu d'aquesta publicació, i desenvolupa allà els seus personatges El enemigo del Hombre i Oscar dientes de leche. Però encara es troba encotillat pel conservadorisme de la revista i decideix fer el gran salt: tenir una revista pròpia.
Amant de la nit, els cotxes esportius, el jazz, les dones i la bona taula, Divito va saber sintonitzar amb el ciutadà mitjà de la seva època i retratar les seves passions i les seves repressions, els seus gustos i les seves frustracions, causant una forta identificació a tots els estrats socials. Divito queda per sempre lligat en la memòria del públic a aquesta publicació, que desapareix tres anys després de la seva mort, després de 28 anys de circulació. Divito va morir en un accident de carretera al Brasil, país que estimava, xocant amb el seu esportiu contra un camió el 5 de juliol de 1969.
L'any 2005, el Museo del Dibujo y la Ilustración, va realitzar al Museu Eduardo Sívori de Buenos Aires, la mostra Chicas de Divito; que es considera la primera mostra d'un il·lustrador en un museu oficial de l'Argentina.

## Rico Tipo
Així arriba la seva revista: Rico Tipo, que neix el 16 de novembre de 1944. A l'any següent, la revista assoleix una tirada de 350.000 exemplars setmanals. L'èxit rau en l'estil despreocupat respecte d'altres publicacions i en l'enorme qualitat dels seus col·laboradors. A Rico Tipo, Divito va desenvolupar els seus personatges més notables. Començant per les «Chicas de Divito», una espècie de pin-ups que havia començat a dibuixar en Patoruzú i que van ser, probablement, la causa que deixés aquesta revista en demanar-li Dante Quinterno que els allargués les faldilles. A les Chicas, cal sumar altres creacions com El otro yo del doctor Merengue,<ref>María del Pilar Piñero. «LA HISTORIA DETRÁS DE LA HISTORIETA» (en castellà) p. 5-6.   Universidad Abierta Interamericana, 01-02-2007. [Consulta: 21 juliol 2020]. Fallutelli, Bómbolo, Pochita Morfoni, Fúlmine, Gracielita i El abuelo, entre d'altres.
La revista va suposar un aire fresc a la Buenos Aires d'aquella època, atraient per la seva gràfica d'un estil més solt i menys previsible que la del setmanari Patoruzú i un erotisme que després resultaria naïf, però que venia a trencar amb l'antiquat estil dels setmanaris de l'època en aquesta ciutat.
La immensa qualitat dels seus col·laboradors, va afermar a més una trajectòria en la qual molts grans de l'humor argentí van fer els seus primers passos, mentre que d'altres van aportar i van augmentar la seva experiència i bon fer. Com bé digué Geno Díaz: «tot el qui és qui de l'humor argentí va passar per Rico Tipo». Oscar Conti "Oski", Alejandro del Prado "Calé", Horacio S. Meyrialle, Carlos Warnes "César Bruto" o "Napoleón Verdadero", Miguel Ángel Bavio Esquiú "Juan Mondiola", Rodolfo M. Taboada, Juan Ángel Cotta, Aldo Cammarotta, Faruk, Gius, Pedro Seguí, Toño Gallo, Joaquín Lavado "Quino", Billy Kerosene, Mazzone, Wimpi, Guillermo Guerrero, Alfredo Levalle, Tomás Elvino Blanco i una inabastable llista d'autors van transitar per Rico Tipo en els seus 28 anys de vida.
La revista va assolir tal èxit i popularitat que va arribar a imposar la moda de la Buenos Aires de la seva època. Les dones volien assemblar-se a les noies de Divito, que freqüentment apareixia a les tapes de la revista. Però també molts homes adoptaven la indumentària dels seus personatges: vestits creuats amb jaquetes molt llargues i amb molts botons. Els anys seixanta, amb l'aparició de major liberalitat sexual, va començar a debilitar la influència de la revista. Els esdeveniments polítics al país, així mateix, requerien la mirada cap a aquests temes, tan llunyans a Divito. La destinació de la publicació cap a finals dels seixanta hauria estat canviar el seu estil o desaparèixer. Divito, mort el 1969, no va arribar a veure la desaparició de la seva revista, que es va produir tres anys més tard, ni un canvi d'estil que segurament no li hagués agradat.

## Personatges
Les Chicas de Divito eren les noies que dibuixava revista argentina Rico Tipo, a les seves tires, o en qualsevol vinyeta, o en sentit restringit, a la secció que amb aquest nom dibuixava Divito a l'esmentada revista i que contenia un acudit gràfic de gran format protagonitzada per aquestes noies. Eren de físic exuberant encara que estilitzat: cintura petita, amplis malucs, bust prominent, cames llargues i curvilínies que remataven a primíssims turmells. Ocupaven moltes vegades la tapa de la revista, però també tenien la seva pàgina interior, moltes vegades representant coristes o noies a la platja que llançaven les seves suaus maledicències cap a d'altres o lliscaven les seves aventures interessades amb ingenus homes adinerats, en acudits d'un sol quadre. Divito havia començat a dibuixar-les en Patoruzú i es diu que els desacords amb el seu director, Dante Quinterno, sobre el llarg de les faldilles, van ser un dels principals motius perquè Divito prengués la decisió d'anar-se'n i fundar la seva pròpia revista. Sense voler-ho, van marcar la moda femenina de la seva època a Buenos Aires: les dones volien assemblar-se a les noies de Divito i demanaven les modistes que els dissenyessin robes semblants. Però Divito també va influir en la moda masculina: doncs els homes, especialment els més joves, somiaven amb aquest model de dona i també adoptaven la manera de vestir dels personatges masculins que Divito dibuixava: vestits creuats amb jaquetes molt llargues i amb molts botons. L'any 2005, el Museo del Dibujo y la Ilustración, va realitzar al Museu Eduardo Sívori de Buenos Aires, l'exposició "Chicas de Divito"; que es considera la primera mostra d'un il·lustrador en un museu oficial de l'Argentina.
Motivats per la mostra, diferents mitjans de comunicació se'n van fer eco, i d'alguna manera va servir per retre homenatge i recordar aquest singular creador.
La majoria dels seus altres personatges es desenvolupaven a petites historietes de tres o quatre quadres. Una de les seves creacions més notables va ser, sens dubte, El otro yo del doctor Merengue. El Dr. Merengue retratava el personatge que mostrava el més convencional, les formes correctes, mentre que seu "altre jo" lliscava els seus verdaders pensaments, desigs o intencions. Retrat psicoanalític de la realitat de l'època, va tenir per part del públic una immediata acollida. Bómbolo, d'altra banda, representava a l'incaut que creu en les bones intencions de la gent. Fallutelli era el típic empleat d'oficina enfiladís, sempre fent mèrits davant del cap, però fent gala davant dels seus companys de la seva fidelitat envers ells.
El abuelo era un ancià sempre a l'aguait de noies joves, un "vell verd" simpàtic i ingenu. Pochita Morfoni, una golafre sense redempció, Fúlmine, un home-imant per a les desgràcies i la mala sort i Gracielita, una nena molt moderna i desperta, van ser altres de les seves creacions.